# Pędruś
Pędruś – polska nazwa zwyczajowa różnych chrząszczy z rodziny pędrusiowatych, które dawniej zaliczane były do rodzaju Apion, np.:
- pędruś owocowiec[2] – Oxystoma pomonae (Fabricius, 1798)
- pędruś lucernowiec[3] – Holotrichapion (Apiops) pisi (Fabricius, 1801)
- pędruś koniczynowiec[3] – Protapion apricans (Herbst, 1797)
- pędruś złotonogi[3] – Protapion fulvipes (Geoffroy, 1785)